# Divertimento n. 1 (Mozart)
Il Divertimento n. 1 in Re maggiore K 136 (K6 125a) è una composizione di Wolfgang Amadeus Mozart scritta a Salisburgo nei primi mesi del 1772.
Nel periodo tra il secondo e terzo viaggio in Italia, fra gennaio e marzo 1772, Mozart scrisse questa composizione insieme ai Divertimenti K 137 e K 138.
L'opera non è di così facile collocazione in quanto si attiene allo spirito del divertimento ma non alla sua forma; il termine Divertimento infatti non è esatto in quanto è costituito di fatto solo di tre movimenti con il secondo lento. All'epoca di Mozart questo tipo di composizione prevedeva una serie di movimenti piuttosto elevata e doveva comprendere due Minuetti; nei tre Divertimenti scritti in questo periodo non è presente invece alcun tipo di danza. Non si tratta neppure di un quartetto perché, sebbene sia scritto per quattro strumenti, manca del caratteristico linguaggio cameristico.
Il compositore a soli sedici anni propone in definitiva una sua scuola e un suo modello scrivendo di fatto musica sinfonica attraverso l'assemblaggio di alcuni strumenti (mancano ad esempio corni ed oboi per essere assimilato alla sinfonia italiana).
Il primo movimento, Allegro, che richiede impegno virtuosistico agli esecutori, ha un impianto ritmico travolgente senza difettare di luminose melodie.
L'Andante è più riflessivo ma la melodia continua a mantenere la luminosità che aveva nel primo tempo.
Il terzo tempo, Presto, si apre in sordina per riecheggiare i temi già esposti nei primi due movimenti ma elaborati questa volta in chiave contrappuntistica.